# Eureka (vereniging)

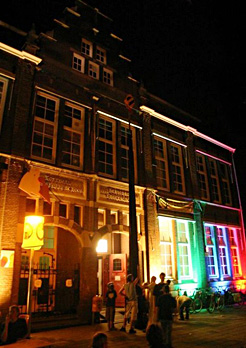
Uitwendige van het gebouw

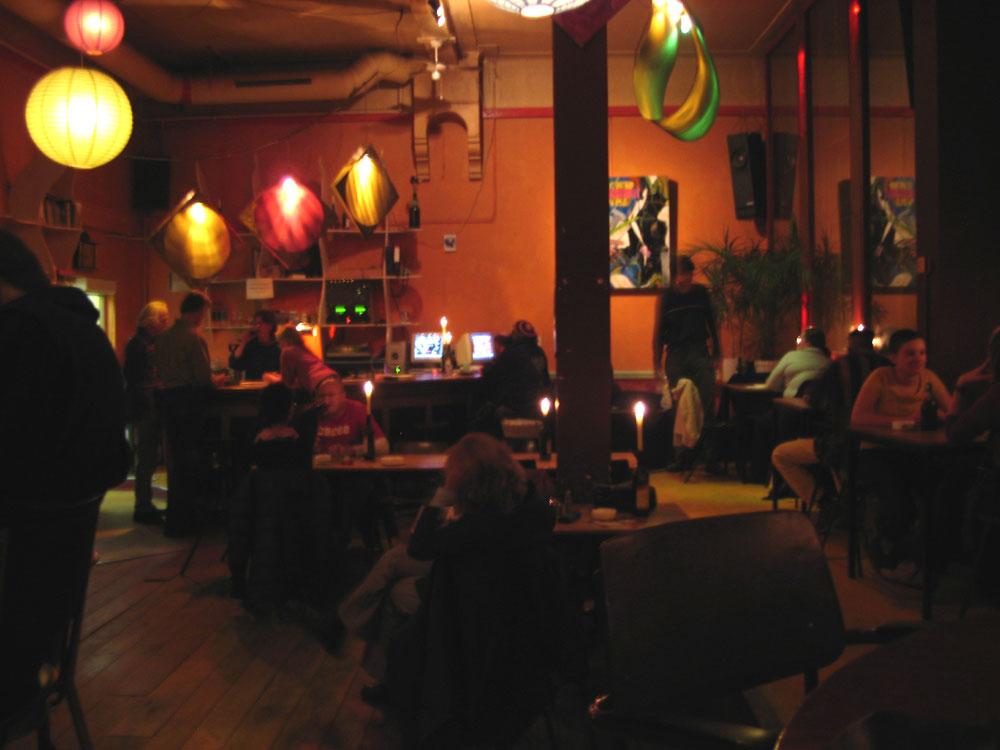
Interieur van het eetcafé

Eureka is een sociaal-culturele vereniging die sinds haar oprichting in 1992 gevestigd is aan het Assendorperplein in Zwolle, in het gebouw van de voormalige Hervormde Kweekschool (1910), waar een gevelsteen boven de ingang aan herinnert.

## Doelstelling en geschiedenis
Ontstaan vanuit een kraakbeweging, heeft de vereniging als doelstelling het reduceren van maatschappelijke standen en klassenverschillen in de maatschappij. De vereniging tracht dit te bereiken door sociale en culturele activiteiten te organiseren. In de praktijk wordt de vereniging bezocht door een bonte verzameling mensen van divers pluimage. Eureka is onafhankelijk en ontvangt geen structurele subsidies. In 1995 werd door de vereniging het overleg gestart met de gemeente Zwolle om tot legalisatie van het kraakpand te komen. Ondanks protesten van de VVD-fractie die het 'een beloning voor kraken' noemde, stemde de Zwolse raad in met het voorstel van toenmalig wethouder Margriet Meindertsma.

## Activiteiten van de vereniging
De vereniging draait volledig op de vrijwillige inzet van haar leden, die activiteiten organiseren op het sociaal-culturele vlak.
Naast activiteiten als een eetcafé en een kroegje, organiseert de vereniging concert- en dansavonden in de bovenzaal. Daarnaast verhuurt zij tegen kostprijs ateliers aan kunstenaars, waaronder Anneke Wilbrink, om een bijdrage te leveren aan de cultuurproductie in de stad Zwolle. Samen met lokale organisaties als Wijkcentrum de Enk, Scouting en de Ulu Camii Moskee organiseert zij sinds jaar en dag het koninginnedagfeest op het Assendorperplein.